# La cabaña del tío Tom (película de 1965)
La cabaña del tío Tom (título original: Onkel Toms Hütte) es una película de Alemania Occidental de 1965. La película fue dirigida por Géza von Radványi y protagonizada por John Kitzmiller, Herbert Lom y Olive Moorefield.
Está basada en el libro clásico del mismo nombre La cabaña del tío Tom (1852), que trata de una historia que ocurrió en el tiempo de entonces, en el que todavía había esclavitud en el sur de Estados Unidos. Una vez rodada, fue estrenada el 14 de abril de 1965 en la ciudad alemana de Múnich.

## Argumento
El bondadoso tío Tom, que trabaja como esclavo en los campos de algodón, cree en el bien de las personas y también en el bien del "hombre blanco" a pesar del tormento que sufre al respecto. La hija terminal del dueño de la plantación, con quien el tío Tom desarrolla una estrecha amistad, le promete a él y a los demás esclavos la libertad que tanto han deseado.
Sin embargo, por circunstancias trágicas, ellos terminan en manos de un brutal traficante de esclavos. De esa manera comienza una terrible experiencia para el tío Tom, quien se niega a doblegarse a pesar de la violencia y la brutalidad.

## Reparto
| Actor            | Personaje                    |
| ---------------- | ---------------------------- |
| John Kitzmiller  | Tío Tom                      |
| Herbert Lom      | Simon Legree                 |
| Olive Moorefield | Hermana esclavo Cassy Harris |
| O. W. Fischer    | Pierre Saint-Claire          |
| Catana Cayetano  | Mujer esclava Eliza Harris   |
| Michaela May     | Evangeline Saint-Clare       |
| Mylène Demongeot | Harriet Beecher Stowe        |
| Charles Fawcett  | Sr. Shelby                   |
| Vilma Degischer  | Sra. Shelby                  |
| Thomas Fritsch   | George Shelby                |

## Recepción
Hoy en día la película ha sido valorada en portales cinematográficos. En el portal cinematográfico IMDb, con 268 votos registrados al respecto, la obra cinematográfica obtiene en ese portal una media ponderada de 6,3 sobre 10. También cabe destacar, que en La Vanguardia el 54 % de los usuarios registrados allí le dieron una valoración positiva.